# Rue Florimont
La rue Florimont est une rue ancienne du centre historique de la ville de Liège (Belgique) reliant  Chéravoie à la rue de la Régence.

## Odonymie
Au XVe siècle, la rue s'appelait Flairmont du wallon flêrî signifiant : puer. La proximité du biez Saint-Denis (actuelle rue de la Régence), une voie d'eau devenue de plus en plus polluée puis comblée en 1823  est vraisemblablement la cause de ce nom. Une partie de la rue s'est aussi appelée Chaufour, puis Chafour, faisant référence à la présence de fours à chaux.

## Description
Cette rue plate d'une longueur de 112 m compte quelques commerces. Elle applique un sens unique de circulation automobile de la rue de la Régence vers Chéravoie.

## Architecture

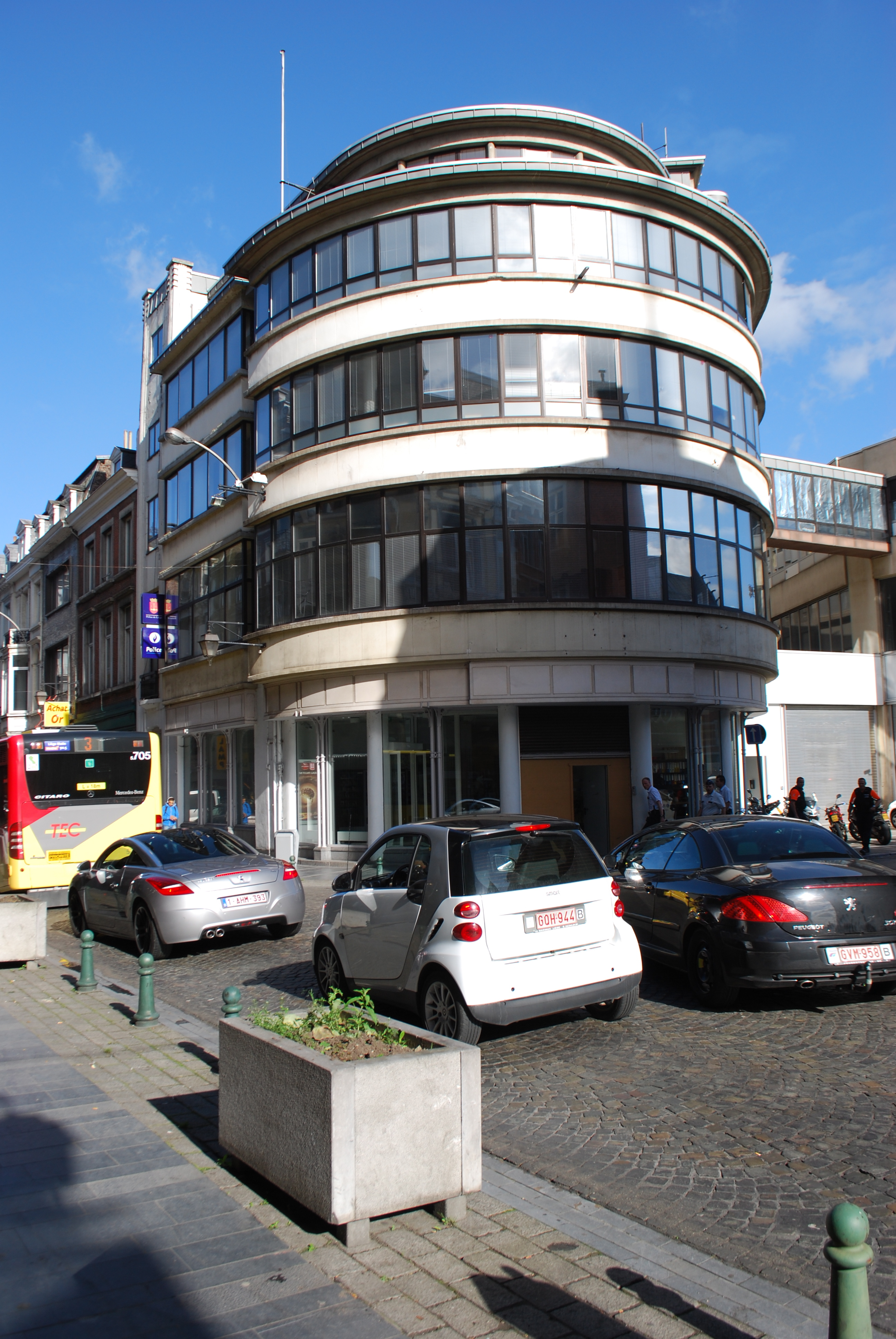
L'immeuble des anciens locaux du journal La Wallonie.

Bien qu'ancienne (au moins le XVe siècle), cette voirie n'a conservé aucun immeuble antérieur à 1850. Deux immeubles de style ont été construits pendant l'Entre-deux-guerres :
- l'immeuble des anciens locaux du journal La Wallonie (actuellement : commissariat de police) est un immeuble de coin avec la rue de la Régence ; de style moderniste, il a été réalisé par Joseph Moutschen vers 1936[1],
- l'immeuble situé au no 6 relève du style Art déco ; en outre, il possède une originale baie d'imposte octogonale ornée d'une coupe en fer forgé et de vitraux opaques.

## Voiries adjacentes
- Chéravoie
- Rue Matrognard
- Rue de la Régence

### Source et bibliographie
- Yannik Delairesse et Michel Elsdorf, Le nouveau livre des rues de Liège, Liège, Noir Dessin Production, 2008, 512 p. (ISBN 978-2-87351-143-2 et 2-87351-143-5, présentation en ligne), p. 206